# نحل الجرد
نحل الجرد قرية تتبع ناحية العنازة في منطقة بانياس التابعة لمحافظة طرطوس.